# Weyerer Bögen

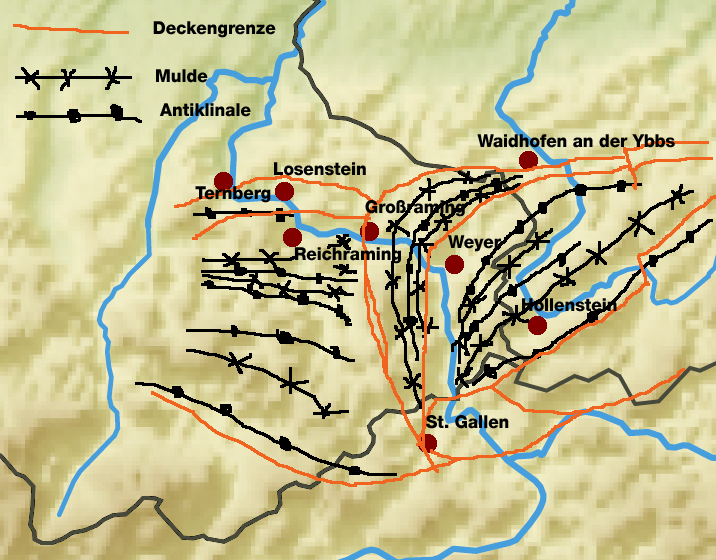
Skizze der Weyerer Bögen

Die Weyerer Bögen sind die bedeutendste tektonische Querstruktur in den Nördlichen Kalkalpen, im Grenzgebiet zwischen Oberösterreich, Niederösterreich und der Steiermark. Die ost-west-verlaufenden Ketten der nördlichen Kalkalpen sind in diesem Bereich in eine südliche Richtung umgebogen und auf die westlich davon gelegenen Einheiten aufgeschoben.

## Lage und Beschreibung
Die nach dem Ort Weyer benannten Weyerer Bögen setzen südlich von Waidhofen an der Ybbs an und beschreiben einen etwa 40 km langen Bogen über Großraming und laufen in südsüdöstlicher Richtung bei St. Gallen in der Steiermark aus. Die von Westen kommenden Decken und Faltenzüge tauchen dabei unter den östlichen, gegen den Uhrzeigersinn eingedrehten und gegen Süden immer mehr ausgedünnten Bogen ab. Die am Ostrand der Reichraminger Decke auflagernden Sedimente der Gosau-Gruppe tauchen damit ebenfalls unter den östlichen Flügel ab. Die Bogenbildung ist derart markant, dass sie auch auf Satellitenbildern deutlich zu erkennen ist.
Die tektonischen Decken und Störungen westlich und östlich der Weyerer Bögen können weitgehend parallelisiert werden, auch wenn sie großteils nicht die gleichen Namen tragen. So entspricht die Aufschiebung der Mollner Linie westlich der Bögen der Weyerer Linie östlich davon. Die Ternberger Decke westlich der Weyerer Bögen entspricht der Frankenfelser Decke in den Bögen und östlich davon. Die Reichraminger Decke hat ihr Pendant in den Bögen und östlich davon in der Lunzer Decke. Lediglich die Bezeichnung Cenoman-Randschuppe ist diesseits und jenseits der Bögen gleich. Lithologisch gibt es hingegen Differenzen. Nach Alexander Tollmann könnte dieser Übergang in der Lithologie vom starren Wettersteinkalk-Block der Nordtiroler Fazies im Westen zur plastischeren Lunzer Fazies unter anderem mit Reiflinger Kalken, Lunzer Schichten und Opponitzer Schichten der mittleren und oberen Trias im Osten auch den Einriss bei der Entstehung der Bögen verursacht haben.
Im östlichen Teil der nördlichen Kalkalpen erwähnt Tollmann noch zwei weitere, ähnliche, aber wesentlich kleinere Bogenbildungen: Die Reinsberger Bogenbildung südöstlich von Gresten im südwestlichen Niederösterreich und in der Micheldorfer Bucht im südöstlichen Oberösterreich.

## Alter der Bogenbildung
Da der eingedrehte Flügel Gosausedimente überfahren hat, die hier bis in das Paläozän hinaufreichen, muss die Bogenbildung jüngeren Datums sein. Auf Grund strukturgeologischer Analysen kann das Alter auf den Bereich Eozän bis Miozän eingegrenzt werden, das heißt auf den Zeitbereich zwischen 55,8 und 5,3 Millionen Jahren.

## Forschungsgeschichte
Bis heute gibt es über die Entstehung der Weyerer Bögen keine eindeutige Klarheit. Viele Geologen haben sich aber mit der auffallenden Bogenstruktur und mit ihrer Entstehung beschäftigt. Der Geologe Georg Geyer, von dem die erste geologische Karte des Gebiets um Weyer stammt, nahm zu Beginn des 20. Jahrhunderts eine autochthone Entstehung der Weyerer Bögen an. Zuerst nahm er entsprechend geformte Sedimenttröge im kristallinen Untergrund an, später vermutete er eine fjordartige Einbuchtung als Ursache der Bogenstruktur. Otto Ampferer sah als Ursache der Bögen eine Zerrung in Ost-West-Richtung und anschließende Stauchung. Andere Geologen wiederum vermuteten einen unterirdischen Sporn der Böhmischen Masse, an dem sich die Kalkalpen stauten, als Argument für diese These diente der Granit des Denkmals für Leopold von Buch im Pechgraben bei Großraming. Diese Granitfelsen entpuppten sich jedoch als wurzellose Schürflinge. Der Wiener Geologe Alexander Tollmann sah die Weyerer Bögen als Ergebnis eines Platzproblems beim Nordschub der Nördlichen Kalkalpen am Übergang des konvexen Alpenbogens zum konkaven Bogen der Karpaten. Die Gesteine wurden aus dem größeren inneren konkaven Segment in das kleinere äußere Segment geschoben und mussten dadurch zwangsweise ausweichen.